# Pozsonyvezekény
Pozsonyvezekény (szlovákul Vozokany) község Szlovákiában, a Nagyszombati kerületben, a Galántai járásban.

## Fekvése
Galántától 11 km-re délre, a Feketevíz partján fekszik.

## Nevének eredete
Neve a török bezeken (= kis dísz) főnévből eredhet, valószínűleg egy, a honfoglaló magyarokkal együtt érkezett török nyelvű törzs szállásterülete volt. Etimológiailag azonban az sem zárható ki, hogy a Vezekény falunév a késő uráli korból származó  vesi - vetten alapszóból származik.[forrás?] A Vezekény helynevet személynévi eredetűnek is tartják.

## Története
Területén már az újkőkorszakban is laktak emberek. A vonaldíszes kerámiák népének maradványait találták itt meg. A korai bronzkorban a nyitrai kultúra, a vaskorban a La Tène-kultúra népe élt ezen a vidéken. A 10. századból korai magyar temetkezések kerültek itt elő.
A település alapításának ideje nem ismert, első írásos említése 1240-ben "Vezekyn", majd 1297-ben "Wezekeen" alakban történt. A 15. század elejétől a semptei uradalom része. 1478-ban "Wozokan" néven említik. 1553-ban részben Báthory András, részben a borostyánkői uradalom birtoka volt. Később a Thurzó család semptei birtokához tartozott, majd 1817-től a tallósi uradalom része volt. A falut a középkortól a bíró és az esküdtek irányították. Jelentős változást hozott a falu életébe, amikor a birtokot az Eszterházyak szerezték meg, akik támogatták a gazdasági fejlődést. Legrégibb pecsétje 1790-ből származik. 1720-ban 29 adózó háztartása volt. 1828-ban 77 házában 558 lakos élt, akik főként mezőgazdasággal foglalkoztak. Iskolájának legkorábbi említése 1855-ből származik.
Vályi András szerint „VEZEKÉNY. Magyar falu Pozsony Várm. földes Ura G. Eszterházy Uraság, lakosai katolikusok, fekszik Tallóshoz közel, és annak filiája; határja középszerű, mint vagyonnyai.”
Fényes Elek szerint „Vezekény, Poson m. magyar falu, Tallóshoz 1 kis órányira: 656 kath., 4 zsidó lak. Kath. fil. templommal, mellyet egy evang. mészáros, Orbán nevü épittetett. F. u. gr. Eszterházy Mihály. Ut. p. Szered.”
A 19. század második felében közös jegyzőséget alkotott Tallóssal, mely egészen a második világháború végéig működött.
A trianoni békeszerződésig Pozsony vármegye Galántai járásához tartozott. 1949-ben alakult meg a helyi földműves szövetkezet.

## Népessége
| Év:            | 1994. | 2004.   | 2014.   | 2024.   |
| -------------- | ----- | ------- | ------- | ------- |
| Emberek száma: | 1107  | 1103    | 1186    | 1089    |
| Eltérés:       |       | -0,36 % | +7,52 % | -8,17 % |

| Év:            | 2023. | 2024.   |
| -------------- | ----- | ------- |
| Emberek száma: | 1092  | 1089    |
| Eltérés:       |       | -0,27 % |

1880-ban 863 lakosából 775 magyar és 44 szlovák anyanyelvű volt.
1890-ben 861 lakosából 819 magyar és 17 szlovák anyanyelvű volt.
1900-ban 945 lakosából 931 magyar és 12 szlovák anyanyelvű volt.
1910-ben 973 lakosából 968 magyar és 1 szlovák anyanyelvű volt.
1921-ben 1072 lakosából 1047 magyar és 5 csehszlovák volt.
1930-ban 1133 lakosából 1056 magyar és 12 csehszlovák volt.
1941-ben 1264 lakosából 1245 magyar és 3 szlovák volt.
1970-ben 1391 lakosából 1182 magyar és 209 szlovák volt.
1980-ban 1226 lakosából 1086 magyar és 138 szlovák volt.
1991-ben 1036 lakosából 934 magyar és 94 szlovák volt.
2001-ben 1114 lakosából 925 magyar és 180 szlovák volt.
2011-ben 1164 lakosából 894 magyar és 234 szlovák volt.
2021-ben 1121 lakosából 806 (+20) magyar, 267 (+22) szlovák, 1 (+13) cigány, 7 egyéb és 40 ismeretlen nemzetiségű volt.

## Kultúra
- Görbe Tükör Színjátszócsoport

A csoport a 90-es évek közepén alakult. Egyes információk szerint 1992-ben, míg más források 1995-re datálják. Eleinte klasszikus esztrádműsor jellegben szórakoztatták a falu közönségét, majd a 2000-es évek környékén saját maguk által megírt színdarabokkal álltak színpadra. A nagy áttörés 2014-ben történt, mikor is az Egressy Béni Országos Színjátszó Fesztivál nívódíját sikerült elhódítaniuk. A rá következő évben pedig a fesztivál fődíjával gazdagodtak. 2018-ban a legjobb rendezésért járó díját, 2019-ben pedig a zsűri különdíját tudhatják magukénak.

## Nevezetességei
- Szűz Mária Neve tiszteletére szentelt római katolikus temploma 1718-ban épült gróf Eszterházy Ferenc és Urbán János támogatásával. 1778-ban déli hajóval és a korábbi fatorony helyett kőtoronnyal bővítették. 1923-ban épült meg a mellékhajó. Sírboltjában három személyt temettek el, köztük az 1732-ben meghalt Ritter György vezekényi kapitányt.
- A templom közelében található a Kofrányi család 19. század közepén épült kúriája.
- A temetőben álló Nepomuki Szent János kápolnát 1925-ben Mikus Elek építtette.
- Az első világháborús emlékművön 35, a II. világháborúson 22 név olvasható.
- A templom melletti kőkereszt 1789-ben készült.
- A falu Tallós felőli végén áll Szent Vendel szobra. A híd előtt Nepomuki Szent János, a templom előtti parkban Szent Flórián szobra található.
- Görbetükör színjátszókörét 1992-ben alapították, a Csemadok helyi alapszervezete keretén belül.

## Gazdasága
- Nyomdaipari vállalata megközelítőleg 50 alkalmazottat foglalkoztat.
- Az ADC Media a.s. 2023.május 31-én beszüntette működését.

## Külső hivatkozások
- Hivatalos oldal
- Községinfó
- Pozsonyvezekény Szlovákia térképén
- E-obce.sk Archiválva 2006. november 24-i dátummal a Wayback Machine-ben